# Elecciones provinciales de Corrientes de 2013
Las elecciones generales de la provincia de Corrientes de 2013 se realizaron el domingo 15 de septiembre del mencionado año con el objetivo de renovar los cargos de gobernador y vicegobernador, así como 17 de los 30 escaños de la Cámara de Diputados, y 7 de los 15 senadores provinciales, componiendo los poderes ejecutivo y legislativo de la provincia para el período 2013-2017. Fueron las novenas elecciones desde la restauración democrática de 1983 y los vigesimoquintos comicios provinciales correntinos desde la instauración del sufragio secreto en la Argentina. Desde la intervención federal de 1992, Corrientes realiza sus elecciones a gobernador en desfase con el calendario presidencial nacional, y también adelantó las elecciones para desfasarlas de las elecciones legislativas a nivel nacional, que tuvieron lugar en octubre. En caso de haber sido necesario, se hubiera realizado una segunda vuelta electoral entre las dos fórmulas más votadas el 29 de septiembre.
Cuatro fórmulas se disputaron la gobernación. Tras la reforma de la constitución provincial de 2007, el gobernador podía ser reelegido consecutivamente para un segundo mandato. El mandatario desde 2009, Ricardo Colombi, de la Unión Cívica Radical (UCR) y apoyado por la alianza Encuentro por Corrientes (ECo), se presentó a la reelección para el que sería su tercer mandato en total, contando el período 2001-2005. Su principal oponente sería el intendente de la capital provincial, Carlos Mauricio Espínola, del opositor Partido Justicialista (PJ) y apoyado por la alianza Frente para la Victoria (FpV), oficialista a nivel nacional. Un sector disidente del radicalismo presentó a Eugenio Artaza, en un frente denominado Cambio Popular. Manuel Sussini se presentó bajo la boleta "Compromiso Correntino". A pesar del bajo número de fórmulas contendientes, el sistema de listas colectoras empleado en la elección gubernativa y legislativa facilitó que hubiera hasta treinta y tres boletas: diecinueve de ECo, diez del FpV, tres de Cambio Popular, y una sola de Compromiso Correntino. La elección estuvo esencialmente polarizada entre Colombi y Espínola.
Posicionado después de la clara victoria de ECo en las elecciones primarias legislativas nacionales de agosto, Colombi se impuso con el 50.78% de los votos contra el 45.93% de Espínola, evitando de este modo concurrir a una segunda vuelta electoral. El peronismo, sin embargo, celebró el resultado logrado por el FpV y retuvo con éxito la intendencia de la capital provincial. Artaza quedó relegado a un lejano tercer puesto con el 2.96% y Sussini se ubicó cuarto y último con el 0.34%. A nivel legislativo, ECo obtuvo 8 bancas en la Cámara de Diputados contra 8 del FpV y 1 de la lista Crecer con Todos, que estaba aliada con el FpV. La coalición oficialista se impuso en la elección de senadores con 4 bancas contra 3 de la alianza opositora. De este modo la legislatura quedó compuesta por 15 bancas de ECo, 14 del FpV y una de Compromiso Correntino, que había obtenido en 2011. La participación fue del 77.27% del electorado registrado.

## Candidatos

### Encuentro por Corrientes
| | |                                                                     |                                 |
| | |                                                                     |                                 |
| | | Proyecto Corrientes                                                 |                                 |
| Ricardo Colombi | Ricardo Colombi | Gustavo Canteros                                                    | Gustavo Canteros                |
| para gobernador | para gobernador | para vicegobernador                                                 | para vicegobernador             |
| [[File:Ricardo Colombi.png\|180px\|alt={{{Alt\|{{{descripción}}}]] | [[File:Ricardo Colombi.png\|180px\|alt={{{Alt\|{{{descripción}}}]] | [[File:Gustavo Canteros.jpg\|180px\|alt={{{Alt\|{{{descripción}}}]] |                                 |
| Gobernador de Corrientes (desde 2009) | Gobernador de Corrientes (desde 2009) | Senador Provincial (desde 2007)                                     | Senador Provincial (desde 2007) |
| Partidos en la alianza: \| - Unión Cívica Radical - Partido de Todos - Partido Popular de Corrientes - Acción por la República - Partido Nuevo - Movimiento Siempre Corrientes - Movimiento de Integración y Desarrollo - Proyecto Corrientes - Unión Celeste y Blanco - Afirmación para una República Igualitaria \| - Acción por Corrientes - Movimiento Libres del Sur - Partido Es Posible - Partido Conservador Popular - Partido Socialista - Partido Demócrata Progresista - Propuesta Republicana - Movimiento Vecinal Correntino - Movimiento Dignidad y Compromiso \| | |                                                                     |                                 |
| - Unión Cívica Radical - Partido de Todos - Partido Popular de Corrientes - Acción por la República - Partido Nuevo - Movimiento Siempre Corrientes - Movimiento de Integración y Desarrollo - Proyecto Corrientes - Unión Celeste y Blanco - Afirmación para una República Igualitaria | - Acción por Corrientes - Movimiento Libres del Sur - Partido Es Posible - Partido Conservador Popular - Partido Socialista - Partido Demócrata Progresista - Propuesta Republicana - Movimiento Vecinal Correntino - Movimiento Dignidad y Compromiso |                                                                     |                                 |

### Frente para la Victoria
| |                                                               |
| |                                                               |
| |                                                               |
| Carlos Espínola | [[Nancy Sand \|Nancy Sand]]                                   |
| para gobernador | para vicegobernadora                                          |
| [[File:Carlos Mauricio Espínola (cropped).jpg\|180px\|alt={{{Alt\|{{{descripción}}}]] | [[File:Nancy Sand.png\|180px\|alt={{{Alt\|{{{descripción}}}]] |
| Intendente de Corrientes (desde 2009) | Intendenta de Bella Vista (desde 2009)                        |
| Partidos en la alianza: - Partido Justicialista - Partido Demócrata Cristiano - Kolina - Partido Autonomista de Corrientes - Partido de la Concertación FORJA - Unidos por Corrientes - Nueva Dirigencia Corrientes - Partido Laborista Autónomo - Acción Popular de los Trabajadores - Crecer con Todos - Unión del Centro Democrático - Partido Comunista |                                                               |

### Cambio Popular
| |                                                                                        |                                                                            |                     |
| |                                                                                        |                                                                            |                     |
| Eugenio Nito Artaza | Eugenio Nito Artaza                                                                    | Adolfo Schneider                                                           | Adolfo Schneider    |
| para gobernador | para gobernador                                                                        | para vicegobernador                                                        | para vicegobernador |
| [[File:Eugenio+Justiniano+Artaza (cropped).jpg\|180px\|alt={{{Alt\|{{{descripción}}}]]                                   | [[File:Eugenio+Justiniano+Artaza (cropped).jpg\|180px\|alt={{{Alt\|{{{descripción}}}]] | [[File:Replace this image male.svg\|180px\|alt={{{Alt\|{{{descripción}}}]] |                     |
| Senador Nacional (desde 2009)                                                                                            |                                                                                        |                                                                            |                     |
| Partidos en la alianza: - Unión Popular Federal - Partido Federal - Generación para un Encuentro Nacional - Proyecto Sur |                                                                                        |                                                                            |                     |

## Resultados

### Gobernador y vicegobernador
| Fórmula                  | Fórmula               | Partido/Alianza                | Partido/Alianza                           | Partido/Alianza                | Votos   | %     |
| Gobernador               | Vicegobernador        | Partido/Alianza                | Partido/Alianza                           | Partido/Alianza                | Votos   | %     |
| ------------------------ | --------------------- | ------------------------------ | ----------------------------------------- | ------------------------------ | ------- | ----- |
| Ricardo Colombi          | Gustavo Canteros      |                                |                                           | Unión Cívica Radical           | 102.542 | 18,15 |
| Ricardo Colombi          | Gustavo Canteros      |                                | Partido de Todos                          | 31.842                         | 5,64    |       |
| Ricardo Colombi          | Gustavo Canteros      |                                | Partido Popular de Corrientes             | 21.827                         | 3,86    |       |
| Ricardo Colombi          | Gustavo Canteros      |                                | Acción por la República                   | 17.126                         | 3,03    |       |
| Ricardo Colombi          | Gustavo Canteros      |                                | Partido Nuevo                             | 15.365                         | 2,72    |       |
| Ricardo Colombi          | Gustavo Canteros      |                                | Movimiento Siempre Corrientes             | 12.607                         | 2,23    |       |
| Ricardo Colombi          | Gustavo Canteros      |                                | Movimiento de Integración y Desarrollo    | 10.877                         | 1,93    |       |
| Ricardo Colombi          | Gustavo Canteros      |                                | Proyecto Corrientes                       | 9.954                          | 1,76    |       |
| Ricardo Colombi          | Gustavo Canteros      |                                | Unión Celeste y Blanco                    | 8.758                          | 1,55    |       |
| Ricardo Colombi          | Gustavo Canteros      |                                | Afirmación para una República Igualitaria | 8.720                          | 1,54    |       |
| Ricardo Colombi          | Gustavo Canteros      |                                | Acción por Corrientes                     | 8.683                          | 1,54    |       |
| Ricardo Colombi          | Gustavo Canteros      |                                | Movimiento Libres del Sur                 | 6.810                          | 1,21    |       |
| Ricardo Colombi          | Gustavo Canteros      |                                | Partido Es Posible                        | 6.164                          | 1,09    |       |
| Ricardo Colombi          | Gustavo Canteros      |                                | Partido Conservador Popular               | 6.147                          | 1,09    |       |
| Ricardo Colombi          | Gustavo Canteros      |                                | Partido Socialista                        | 5.675                          | 1,00    |       |
| Ricardo Colombi          | Gustavo Canteros      |                                | Partido Demócrata Progresista             | 3.794                          | 0,67    |       |
| Ricardo Colombi          | Gustavo Canteros      |                                | Propuesta Republicana                     | 3.786                          | 0,67    |       |
| Ricardo Colombi          | Gustavo Canteros      |                                | Movimiento Vecinal Correntino             | 3.515                          | 0,62    |       |
| Ricardo Colombi          | Gustavo Canteros      |                                | Movimiento Dignidad y Compromiso          | 2.629                          | 0,47    |       |
| Ricardo Colombi          | Gustavo Canteros      | Total Encuentro por Corrientes | Total Encuentro por Corrientes            | Total Encuentro por Corrientes | 286.821 | 50,78 |
| Carlos Mauricio Espínola | Nancy Sand            |                                |                                           | Partido Justicialista          | 151.084 | 26,75 |
| Carlos Mauricio Espínola | Nancy Sand            |                                | Partido Demócrata Cristiano               | 16.319                         | 2,89    |       |
| Carlos Mauricio Espínola | Nancy Sand            |                                | Kolina                                    | 15.038                         | 2,66    |       |
| Carlos Mauricio Espínola | Nancy Sand            |                                | Partido de la Victoria                    | 12.506                         | 2,21    |       |
| Carlos Mauricio Espínola | Nancy Sand            |                                | Partido Autonomista de Corrientes         | 12.199                         | 2,16    |       |
| Carlos Mauricio Espínola | Nancy Sand            |                                | Partido de la Concertación FORJA          | 12.114                         | 2,14    |       |
| Carlos Mauricio Espínola | Nancy Sand            |                                | Unidos por Corrientes                     | 11.168                         | 1,98    |       |
| Carlos Mauricio Espínola | Nancy Sand            |                                | Nueva Dirigencia Corrientes               | 10.419                         | 1,84    |       |
| Carlos Mauricio Espínola | Nancy Sand            |                                | Partido Laborista Autónomo                | 9.863                          | 1,75    |       |
| Carlos Mauricio Espínola | Nancy Sand            |                                | Acción Popular de los Trabajadores        | 8.710                          | 1,54    |       |
| Carlos Mauricio Espínola | Nancy Sand            | Total Frente para la Victoria  | Total Frente para la Victoria             | Total Frente para la Victoria  | 259.420 | 45,93 |
| Eugenio Artaza           | Adolfo Schneider      |                                |                                           | Unión Popular                  | 7.590   | 1,34  |
| Eugenio Artaza           | Adolfo Schneider      |                                | Partido Federal                           | 4.978                          | 0,88    |       |
| Eugenio Artaza           | Adolfo Schneider      |                                | Partido GEN                               | 4.146                          | 0,73    |       |
| Eugenio Artaza           | Adolfo Schneider      | Total Cambio Popular           | Total Cambio Popular                      | Total Cambio Popular           | 16.714  | 2,96  |
| Manuel Sussini           | María Inés Sosa       |                                | Compromiso Correntino                     | Compromiso Correntino          | 1.912   | 0,34  |
| Votos positivos          | Votos positivos       | Votos positivos                | Votos positivos                           | Votos positivos                | 564.867 | 98,52 |
| Votos en blanco          | Votos en blanco       | Votos en blanco                | Votos en blanco                           | Votos en blanco                | 3.109   | 0,54  |
| Votos nulos              | Votos nulos           | Votos nulos                    | Votos nulos                               | Votos nulos                    | 5.386   | 0,94  |
| Participación            | Participación         | Participación                  | Participación                             | Participación                  | 573.362 | 77,27 |
| Electores registrados    | Electores registrados | Electores registrados          | Electores registrados                     | Electores registrados          | 741.977 | 100   |
| Fuente:                  |                       |                                |                                           |                                |         |       |

### Cámara de Diputados
| ← 2011 · Cámara de Diputados · 2015 → | ← 2011 · Cámara de Diputados · 2015 →     | ← 2011 · Cámara de Diputados · 2015 →  | ← 2011 · Cámara de Diputados · 2015 → | ← 2011 · Cámara de Diputados · 2015 → | ← 2011 · Cámara de Diputados · 2015 → | ← 2011 · Cámara de Diputados · 2015 → |
| Partido/Alianza                       | Partido/Alianza                           | Partido/Alianza                        | Votos                                 | %                                     | Bancas                                | Electos |
| ------------------------------------- | ----------------------------------------- | -------------------------------------- | ------------------------------------- | ------------------------------------- | ------------------------------------- | --- |
|                                       |                                           | Unión Cívica Radical                   | 97.973                                | 18,01                                 |                                       | |
|                                       | Partido de Todos                          | 31.568                                 | 5,80                                  |                                       |                                       | |
|                                       | Partido Popular de Corrientes             | 20.754                                 | 3,81                                  |                                       |                                       | |
|                                       | Acción por la República                   | 16.589                                 | 3,05                                  |                                       |                                       | |
|                                       | Partido Nuevo                             | 16.549                                 | 3,04                                  |                                       |                                       | |
|                                       | Movimiento Siempre Corrientes             | 12.025                                 | 2,21                                  |                                       |                                       | |
|                                       | Afirmación para una República Igualitaria | 8.303                                  | 1,53                                  |                                       |                                       | |
|                                       | Acción por Corrientes                     | 8.286                                  | 1,52                                  |                                       |                                       | |
|                                       | Movimiento Libres del Sur                 | 6.559                                  | 1,21                                  |                                       |                                       | |
|                                       | Partido Socialista                        | 5.484                                  | 1,01                                  |                                       |                                       | |
| Total Encuentro por Corrientes        | Total Encuentro por Corrientes            | Total Encuentro por Corrientes         | 224.090                               | 41,19                                 | 8/17                                  | Ver electos: - Eduardo Tassano - Vicente Ramón Romero - María Eugenia de las Mercedes Mancini Frati - Mario Emilio Cordero Holtz - José Lisandro Vassel - Laura Cristina Vischi - Miguel Ángel Salvarredy - Víctor Américo Meza |
|                                       |                                           | Partido Justicialista                  | 116.232                               | 21,36                                 |                                       | |
|                                       | Partido Demócrata Cristiano               | 15.347                                 | 2,82                                  |                                       |                                       | |
|                                       | Kolina                                    | 14.223                                 | 2,61                                  |                                       |                                       | |
|                                       | Partido Autonomista de Corrientes         | 12.180                                 | 2,24                                  |                                       |                                       | |
|                                       | Partido de la Victoria                    | 11.676                                 | 2,15                                  |                                       |                                       | |
|                                       | Partido de la Concertación FORJA          | 11.362                                 | 2,09                                  |                                       |                                       | |
|                                       | Unidos por Corrientes                     | 10.962                                 | 2,01                                  |                                       |                                       | |
|                                       | Nueva Dirigencia Corrientes               | 10.348                                 | 1,90                                  |                                       |                                       | |
|                                       | Acción Popular de los Trabajadores        | 8.347                                  | 1,53                                  |                                       |                                       | |
| Total Frente para la Victoria         | Total Frente para la Victoria             | Total Frente para la Victoria          | 210.677                               | 38,72                                 | 8/17                                  | Ver electos: - José Horacio Mórtola - Mercedes Itatí Yagueddú - Marcelo Eduardo Chaín - Raúl Omar Darío Alfonso - Griselda Anahí Moray - Raúl Omar Yung - Norberto Pompeyo Parodi - Aída Raquel Gómez                           |
|                                       |                                           | Crecer con Todos                       | 14.932                                | 2,74                                  |                                       | |
|                                       | Unión del Centro Democrático              | 11.268                                 | 2,07                                  |                                       |                                       | |
| Total Corrientes Crece                | Total Corrientes Crece                    | Total Corrientes Crece                 | 26.200                                | 4,82                                  | 1/17                                  | - Ángel Enrique Rodríguez |
|                                       |                                           | Proyecto Corrientes                    | 10.082                                | 1,85                                  |                                       | |
|                                       | Partido Conservador Popular               | 6.038                                  | 1,11                                  |                                       |                                       | |
|                                       | Propuesta Republicana                     | 3.738                                  | 0,69                                  |                                       |                                       | |
|                                       | Partido Demócrata Progresista             | 3.703                                  | 0,68                                  |                                       |                                       | |
|                                       | Movimiento Dignidad y Compromiso          | 2.551                                  | 0,47                                  |                                       |                                       | |
| Total Juntos por Corrientes           | Total Juntos por Corrientes               | Total Juntos por Corrientes            | 26.112                                | 4,80                                  |                                       | |
|                                       |                                           | Movimiento de Integración y Desarrollo | 10.546                                | 1,94                                  |                                       | |
|                                       | Unión Celeste y Blanco                    | 8.454                                  | 1,55                                  |                                       |                                       | |
| Total Frente para Todos               | Total Frente para Todos                   | Total Frente para Todos                | 19.000                                | 3,49                                  |                                       | |
|                                       |                                           | Unión Popular                          | 7.404                                 | 1,36                                  |                                       | |
|                                       | Partido Federal                           | 4.463                                  | 0,82                                  |                                       |                                       | |
|                                       | Partido GEN                               | 3.782                                  | 0,70                                  |                                       |                                       | |
| Total Cambio Popular                  | Total Cambio Popular                      | Total Cambio Popular                   | 15.649                                | 2,88                                  |                                       | |
|                                       | Partido Laborista Autónomo                | Partido Laborista Autónomo             | 9.398                                 | 1,73                                  |                                       | |
|                                       | Partido Es Posible                        | Partido Es Posible                     | 5.671                                 | 1,04                                  |                                       | |
|                                       | Movimiento Vecinal Correntino             | Movimiento Vecinal Correntino          | 3.133                                 | 0,58                                  |                                       | |
|                                       | Partido Comunista                         | Partido Comunista                      | 2.172                                 | 0,40                                  |                                       | |
|                                       | Compromiso Correntino                     | Compromiso Correntino                  | 1.951                                 | 0,36                                  |                                       | |
| Votos positivos                       | Votos positivos                           | Votos positivos                        | 544.053                               | 98,32                                 |                                       | |
| Votos en blanco                       | Votos en blanco                           | Votos en blanco                        | 5.546                                 | 1,00                                  |                                       | |
| Votos nulos                           | Votos nulos                               | Votos nulos                            | 3.741                                 | 0,68                                  |                                       | |
| Participación                         | Participación                             | Participación                          | 553.340                               | 74,58                                 |                                       | |
| Electores registrados                 | Electores registrados                     | Electores registrados                  | 741.977                               | 100                                   |                                       | |
| Fuentes:                              |                                           |                                        |                                       |                                       |                                       | |

### Cámara de Senadores
| ← 2011 · Cámara de Senadores · 2015 → | ← 2011 · Cámara de Senadores · 2015 →     | ← 2011 · Cámara de Senadores · 2015 →  | ← 2011 · Cámara de Senadores · 2015 → | ← 2011 · Cámara de Senadores · 2015 → | ← 2011 · Cámara de Senadores · 2015 → | ← 2011 · Cámara de Senadores · 2015 →                                                                     |
| Partido/Alianza                       | Partido/Alianza                           | Partido/Alianza                        | Votos                                 | %                                     | Bancas                                | Electos                                                                                                   |
| ------------------------------------- | ----------------------------------------- | -------------------------------------- | ------------------------------------- | ------------------------------------- | ------------------------------------- | --- |
|                                       |                                           | Unión Cívica Radical                   | 96.298                                | 17,67                                 |                                       | |
|                                       | Partido de Todos                          | 31.236                                 | 5,73                                  |                                       |                                       | |
|                                       | Partido Popular de Corrientes             | 20.331                                 | 3,73                                  |                                       |                                       | |
|                                       | Partido Nuevo                             | 17.952                                 | 3,29                                  |                                       |                                       | |
|                                       | Acción por la República                   | 16.478                                 | 3,02                                  |                                       |                                       | |
|                                       | Movimiento Siempre Corrientes             | 11.920                                 | 2,19                                  |                                       |                                       | |
|                                       | Proyecto Corrientes                       | 9.454                                  | 1,73                                  |                                       |                                       | |
|                                       | Acción por Corrientes                     | 8.249                                  | 1,51                                  |                                       |                                       | |
|                                       | Afirmación para una República Igualitaria | 8.086                                  | 1,48                                  |                                       |                                       | |
|                                       | Movimiento Libres del Sur                 | 6.539                                  | 1,20                                  |                                       |                                       | |
|                                       | Partido Conservador Popular               | 5.962                                  | 1,09                                  |                                       |                                       | |
|                                       | Partido Socialista                        | 5.472                                  | 1,00                                  |                                       |                                       | |
|                                       | Propuesta Republicana                     | 3.643                                  | 0,67                                  |                                       |                                       | |
|                                       | Partido Demócrata Progresista             | 3.628                                  | 0,67                                  |                                       |                                       | |
|                                       | Movimiento Dignidad y Compromiso          | 2.490                                  | 0,46                                  |                                       |                                       | |
| Total Encuentro por Corrientes        | Total Encuentro por Corrientes            | Total Encuentro por Corrientes         | 247.738                               | 45,46                                 | 4/7                                   | Ver electos: - Nora Lilian Nazar - Jorge Henry Fick - Graciela Raquel Rodríguez - Nélida Argentina Maciel |
|                                       |                                           | Partido Justicialista                  | 118.213                               | 21,69                                 |                                       | |
|                                       | Partido Demócrata Cristiano               | 15.590                                 | 2,86                                  |                                       |                                       | |
|                                       | Kolina                                    | 14.454                                 | 2,65                                  |                                       |                                       | |
|                                       | Partido de la Victoria                    | 12.036                                 | 2,21                                  |                                       |                                       | |
|                                       | Partido Autonomista de Corrientes         | 11.772                                 | 2,16                                  |                                       |                                       | |
|                                       | Partido de la Concertación FORJA          | 11.570                                 | 2,12                                  |                                       |                                       | |
|                                       | Unidos por Corrientes                     | 10.792                                 | 1,98                                  |                                       |                                       | |
|                                       | Nueva Dirigencia Corrientes               | 9.917                                  | 1,82                                  |                                       |                                       | |
|                                       | Acción Popular de los Trabajadores        | 8.381                                  | 1,54                                  |                                       |                                       | |
| Total Frente para la Victoria         | Total Frente para la Victoria             | Total Frente para la Victoria          | 212.725                               | 39,04                                 | 3/7                                   | Ver electos: - Mario Bofill - Irma Pacayut - Roberto Carlos Miño                                          |
|                                       |                                           | Crecer con Todos                       | 14.538                                | 2,67                                  |                                       | |
|                                       | Unión del Centro Democrático              | 11.398                                 | 2,09                                  |                                       |                                       | |
| Total Corrientes Crece                | Total Corrientes Crece                    | Total Corrientes Crece                 | 25.936                                | 4,76                                  |                                       | |
|                                       |                                           | Movimiento de Integración y Desarrollo | 10.799                                | 1,98                                  |                                       | |
|                                       | Unión Celeste y Blanco                    | 8.690                                  | 1,59                                  |                                       |                                       | |
| Total Frente para Todos               | Total Frente para Todos                   | Total Frente para Todos                | 19.489                                | 3,58                                  |                                       | |
|                                       |                                           | Unión Popular                          | 7.628                                 | 1,40                                  |                                       | |
|                                       | Partido Federal                           | 4.781                                  | 0,88                                  |                                       |                                       | |
|                                       | Partido GEN                               | 3.923                                  | 0,72                                  |                                       |                                       | |
| Total Cambio Popular                  | Total Cambio Popular                      | Total Cambio Popular                   | 16.332                                | 3,00                                  |                                       | |
|                                       | Partido Laborista Autónomo                | Partido Laborista Autónomo             | 9.403                                 | 1,73                                  |                                       | |
|                                       | Partido Es Posible                        | Partido Es Posible                     | 5.733                                 | 1,05                                  |                                       | |
|                                       | Movimiento Vecinal Correntino             | Movimiento Vecinal Correntino          | 3.426                                 | 0,63                                  |                                       | |
|                                       | Partido Comunista                         | Partido Comunista                      | 2.148                                 | 0,39                                  |                                       | |
|                                       | Compromiso Correntino                     | Compromiso Correntino                  | 2.019                                 | 0,37                                  |                                       | |
| Votos positivos                       | Votos positivos                           | Votos positivos                        | 544.949                               | 98,31                                 |                                       | |
| Votos en blanco                       | Votos en blanco                           | Votos en blanco                        | 5.607                                 | 1,01                                  |                                       | |
| Votos nulos                           | Votos nulos                               | Votos nulos                            | 3.739                                 | 0,67                                  |                                       | |
| Participación                         | Participación                             | Participación                          | 554.295                               | 74,41                                 |                                       | |
| Electores registrados                 | Electores registrados                     | Electores registrados                  | 741.977                               | 100                                   |                                       | |
| Fuente:                               |                                           |                                        |                                       |                                       |                                       | |

## Elecciones municipales
| Departamento        | Municipio                | Intendente electo               | Partido | Partido                       | Coalición | Coalición                                     |
| ------------------- | ------------------------ | ------------------------------- | ------- | ----------------------------- | --------- | --------------------------------------------- |
| Capital             | Capital                  | Fabián Ríos                     |         | Partido Justicialista         |           | Frente para la Victoria                       |
| Capital             | Riachuelo                | Ingrid Jetter                   |         | Acción por la República       |           | Todos por Riachuelo                           |
| Bella Vista         | Bella Vista              | Walter Chávez                   |         | Unión Cívica Radical          |           | Encuentro por Corrientes                      |
| Bella Vista         | Tres de Abril            | Pedro Roberto Poelstra          |         | Unión Cívica Radical          |           | Encuentro por Corrientes                      |
| Berón de Astrada    | Berón de Astrada         | Adrián Curi                     |         | Partido Justicialista         |           | Frente para la Victoria                       |
| Concepción          | Concepción               | José Omar Hechem                |         | Partido Nuevo                 |           | Todos por Concepción                          |
| Concepción          | Tabay                    | Ramón Domingo Aguirre R         |         | Partido Justicialista         |           | Frente para el Cambio                         |
| Concepción          | Tatacuá                  | Pablo Simonín                   |         | Partido Nuevo                 |           | Creciendo Juntos                              |
| Concepción          | Santa Rosa               | Marcelo Eduardo Otazo           |         | Partido Conservador Popular   |           | Juntos por Santa Rosa                         |
| Curuzú Cuatiá       | Curuzú Cuatiá            | Ernesto Gabriel Domínguez       |         | Partido Justicialista         |           | Frente para el Cambio                         |
| Curuzú Cuatiá       | Perugorría               | Angelina Lesieux                |         | Kolina                        |           | Pacto Grande                                  |
| Empedrado           | Empedrado                | Oscar Daniel Mieres             |         | Partido Justicialista         |           | Frente para la Victoria                       |
| Esquina             | Esquina                  | Humberto Bianchi R              |         | Unión Cívica Radical          |           | Encuentro por Corrientes                      |
| Esquina             | Pueblo Libertador        | Raúl Antonio Cañete R           |         | Partido Nuevo                 |           | Frente Unidos por Libertador                  |
| General Alvear      | Alvear                   | Miguel Ángel Salvarredy R       |         | Partido de Todos              |           | Frente de Todos por Alvear                    |
| General Alvear      | Estación Torrent         | Carlos Roberto Gómez R          |         | Unidos por Corrientes         |           | Frente para la Victoria                       |
| General Paz         | Caá Catí                 | Eduardo Dualibe                 |         | Partido Popular de Corrientes |           | Todos por Caa Cati                            |
| General Paz         | Lomas de Vallejos        | Gustavo Benito Vallejos R       |         | Partido Nuevo                 |           | Unidos por Lomas de Vallejos                  |
| General Paz         | Palmar Grande            | Sandro Jabier Pérez R           |         | Partido de Todos              |           | Frente Cívico Palmareño                       |
| General Paz         | Itá Ibaté                | Secundino Manuel Portela R      |         | Partido Popular de Corrientes |           | Itaibateña por el Cambio                      |
| Goya                | Goya                     | Gerardo Horacio Bassi           |         | Partido Justicialista         |           | Frente para la Victoria                       |
| Goya                | Carolina                 | Marcelo Daniel Nocetti R        |         | Partido de Todos              |           | Encuentro por Carolina                        |
| Goya                | San Isidro               | Vilma Ojeda                     |         | Partido Justicialista         |           | Frente para la Victoria                       |
| Itatí               | Itatí                    | Natividad Roger Terán           |         | Partido Justicialista         |           | Frente para la Victoria                       |
| Itatí               | Ramada Paso              | Pablo César Puyol               |         | Partido Justicialista         |           | Frente para la Victoria                       |
| Ituzaingó           | Ituzaingó                | Oscar Piñón                     |         | Partido Justicialista         |           | Frente para la Victoria                       |
| Ituzaingó           | San Antonio-Apipé Grande | Mónica Soledad Romero R         |         | Unión Cívica Radical          |           | Encuentro por Corrientes                      |
| Ituzaingó           | San Carlos               | Graciela Larraburu              |         | Unión Cívica Radical          |           | Encuentro por San Carlos                      |
| Ituzaingó           | Colonia Liebig           | Teresa del Carmen Arévalo R     |         | Unión Cívica Radical          |           | Frente Vecinal                                |
| Ituzaingó           | Villa Olivari            | Roberto Sala                    |         | Partido Justicialista         |           | Frente para la Victoria                       |
| Lavalle             | Santa Lucía              | José Carlos Sananez             |         | Partido Justicialista         |           | Juntos por el Cambio                          |
| Lavalle             | Lavalle                  | María Gladys Cueva              |         | Unión Cívica Radical          |           | Encuentro por Corrientes                      |
| Lavalle             | Cruz de los Milagros     | José Oscar Vergés R             |         | Partido Justicialista         |           | Frente para la Victoria                       |
| Lavalle             | Gobernador Martínez      | Miguel Ángel Pérez              |         | Partido Justicialista         |           | Frente Unidos por Gobernador Martínez         |
| Lavalle             | Yatay Tí Calle           | Marisa Isabel Álvarez           |         | Unión Cívica Radical          |           | Encuentro por Corrientes                      |
| Mburucuyá           | Mburucuyá                | Cristian Guastavino R           |         | Unión Cívica Radical          |           | Adelante Mburucuyá                            |
| Mercedes            | Mercedes                 | Víctor Manuel Cemborain         |         | Partido Justicialista         |           | Cambio Solidario Mercedeño                    |
| Mercedes            | Mariano I. Loza          | María Cristina Ovelar Gauna     |         | Partido de Todos              |           | Encuentro por Corrientes                      |
| Mercedes            | Felipe Yofre             | Carlos Omar Pértile R           |         | Unión Cívica Radical          |           | Frente Yofreño                                |
| Monte Caseros       | Monte Caseros            | Miguel Ángel Olivieri           |         | Unión Cívica Radical          |           | Encuentro por Corrientes                      |
| Monte Caseros       | Colonia Libertad         | Faustino José Roballo R         |         | Unión Cívica Radical          |           | Para el Cambio                                |
| Monte Caseros       | Juan Pujol               | Sergio René Dalzotto R          |         | Unión Cívica Radical          |           | Encuentro por Corrientes                      |
| Monte Caseros       | Mocoretá                 | Fabio Rafael Lovatto            |         | Unión Cívica Radical          |           | Encuentro por Corrientes                      |
| Paso de los Libres  | Paso de los Libres       | Raúl Demesio Tarabini           |         | Unión Cívica Radical          |           | Encuentro por Corrientes                      |
| Paso de los Libres  | Tapebicuá                | Hermes Javier Méndez Riveiro R  |         | Proyecto Corrientes           |           | Juntos por Tapebicua                          |
| Paso de los Libres  | Parada Pucheta           | Elvio Alejandro Osuna           |         | Partido Justicialista         |           | Frente para la Victoria                       |
| Paso de los Libres  | Bonpland                 | Teresa Monzón                   |         | Partido Justicialista         |           | Frente para la Victoria                       |
| Saladas             | Saladas                  | Santos Omar Herrero             |         | Partido Justicialista         |           | Frente para la Victoria                       |
| Saladas             | San Lorenzo              | Rufino Acevedo                  |         | Unión Cívica Radical          |           | Encuentro por San Lorenzo                     |
| Saladas             | Pago de los Deseos       | Eduardo Ramón González          |         | Movimiento Siempre Corrientes |           | Encuentro por Corrientes                      |
| San Cosme           | San Cosme                | Verónica Morales Maciel         |         | Partido de Todos              |           | Todos por San Cosme                           |
| San Cosme           | Santa Ana                | Augusto Vladimir Navarrete      |         | Unión Cívica Radical          |           | Encuentro por Santa Ana                       |
| San Cosme           | Paso de la Patria        | Oscar Armando García R          |         | Partido Nuevo                 |           | Reencuentro del Paso                          |
| San Luis del Palmar | San Luis del Palmar      | Ricardo Valenzuela              |         | Partido Justicialista         |           | Frente para la Victoria                       |
| San Luis del Palmar | Herlitzka                | Valentín Aguirre                |         | Partido Justicialista         |           | Frente para la Victoria                       |
| San Miguel          | San Miguel               | Alicia Beatriz González         |         | Partido Autonomista           |           | Alianza Partido Autonomista y Partido Popular |
| San Miguel          | Loreto                   | Sebastián Torales               |         | Partido Justicialista         |           | Frente para la Victoria                       |
| San Martín          | La Cruz                  | Mateo Maydana R                 |         | Unión Cívica Radical          |           | Encuentro por La Cruz                         |
| San Martín          | Carlos Pellegrini        | Juan de la Cruz Fraga R         |         | Partido de Todos              |           | Juntos por Pellegrini                         |
| San Martín          | Yapeyú                   | Ramón Barrios                   |         | Unión Cívica Radical          |           | Encuentro por Corrientes                      |
| San Martín          | Guaviraví                | Raúl Víctor Cornaló R           |         | Partido de Todos              |           | Encuentro por Guaviravi                       |
| San Roque           | San Roque                | Guillermo Pelozo                |         | Acción por la República       |           | Todos por San Roque                           |
| San Roque           | Pedro R. Fernández       | Fabiana María Acevedo           |         | Partido Justicialista         |           | Frente para la Victoria                       |
| San Roque           | 9 de Julio               | Alejandro Mazzuchini            |         | Unión Cívica Radical          |           | Encuentro por Corrientes                      |
| San Roque           | Chavarría                | Evaristo Franco                 |         | Crecer con Todos              |           | Corrientes Crece                              |
| San Roque           | Colonia Pando            | Ricardo Darío Romero            |         | Unión Cívica Radical          |           | Encuentro por Corrientes                      |
| Santo Tomé          | Santo Tomé               | Víctor Giraud                   |         | Partido Justicialista         |           | Frente para la Victoria Santotomeño           |
| Santo Tomé          | Garaví                   | Erasmo Chukel                   |         | Unión Cívica Radical          |           | Encuentro por Corrientes                      |
| Santo Tomé          | Garruchos                | José Alejandro Minigozi         |         | Unión Cívica Radical          |           | Encuentro por Corrientes                      |
| Santo Tomé          | Gobernador Virasoro      | Blanca Beatriz Pintos Sarazúa R |         | Unión Cívica Radical          |           | Frente Virasoreño                             |
| Sauce               | Sauce                    | Irma Elvira Obregón Torossi     |         | Unión Cívica Radical          |           | Encuentro por Corrientes                      |